# Argiolaus trimeni
Argiolaus trimeni is een vlinder uit de familie van de Lycaenidae. De wetenschappelijke naam van de soort is voor het eerst geldig gepubliceerd in 1876 door Wallengren.